# Emmanuel Mathias
Emmanuel Mathias (Kaduna, 3 de abril de 1986) é um ex-futebolista profissional togolês que atuava como meia.

## Carreira
Emmanuel Mathias representou o elenco da Seleção Togolesa de Futebol no Campeonato Africano das Nações de 2006.